# Филип II (Римска империя)
Вижте пояснителната страница за други личности с името Филип II.
Марк Юлий Филип Младши (на латински: Marcus Julius Philippus Severus) е син на Отацилия Севера и император Филип I Араб, който го издига за съимператор и наследник.
Филип Млади носи титлата цезар от 244 до 247 г. и август от 247 до 249 г. През 247 г. получава поста на консул. След разгрома на баща му при Верона, малолетният Филип е убит в Рим от преторианците.